# L'Escurial (cinéma)
Pour les articles homonymes, voir Escurial (homonymie).
L’Escurial est un cinéma indépendant d'Art et Essai situé au 11, boulevard de Port-Royal dans le 13e arrondissement de Paris. Inauguré en 1911 lors de la grande vague d'ouverture de salles de cinéma dans la capitale, c'est l'un des cinémas les plus anciens de la ville. Il fait partie de la société Dulac Cinémas, ex-Les Écrans de Paris.

## Historique
Initialement nommée « Le Royal », cette salle ouvre dans un ancien hangar en 1911 et offre, après travaux dans les années 1920, quelque 500 places d'orchestre et 100 places au balcon. Le Royal devient L'Escurial en 1933, en référence à un cinéma niçois portant le même nom,.
Il est par la suite repris par Jean Gourguet, un réalisateur et cinéphile qui, avec le succès de son film Maternité clandestine, rachète le cinéma en 1953 et y installe le CinemaScope. La crise des cinémas à Paris dans les années 1970 et 1980 a conduit à la fermeture de nombreuses salles, à cause de la baisse de fréquentation. En 1981, L'Escurial manque de disparaître pour être transformé en supermarché. Il est finalement repris par l'équipe de l'ancien cinéma Le Daumesnil en 1991 et réussit à survivre notamment grâce à une programmation spéciale et à l'organisation de festivals (Festival « Italie à Paris » en juin ; « Mon premier festival » consacré à la petite enfance durant la Toussaint) et de cycles cinématographiques. La fréquentation est multipliée par trois.
L'équipe décide également l'installation d'un écran panoramique et du réaménagement de la grande salle, qui comporte désormais 244 places et un projecteur numérique CHRISTIE CP2220-A 2K. Il existe également une petite salle de 85 fauteuils construite sur l'espace de l'ancien balcon doté d'un projecteur 35mm. Le cinéma garde toutefois son cachet des années 1940 avec ses velours rouges, dorures, lustres, miroirs et photos du studio Harcourt,.

## Accès
L'Escurial est desservi par la ligne métro 7 à la station Les Gobelins.